# Android Nim
Android Nim ist ein Computerspiel, das erstmals im Jahr 1978 auf dem TRS-80-Heimcomputer erschien. Das Spiel wurde von Leo Christopherson entwickelt. Eine neue Version für den PC erschien 2005. Android Nim wurde u. a. auch auf dem Commodore PET und dem C64 veröffentlicht. Das Spiel wurde in einer Mischung der Programmiersprache BASIC und Maschinensprache erstellt. Es war eines der ersten Spiele mit „Idle Animation“.

## Gameplay
Das Ziel des Spiels ist es, den letzten Androiden aus den drei Reihen der vorhandenen Androiden zu entfernen. Dabei spielt der Spieler gegen den Computer und jede der beiden Spielparteien kann pro Spielzug aus einer der drei Reihen so viele wie mögliche Androiden entfernen, jedoch mindestens eine Figur. 
Das Spielprinzip ist einfach, aber die Animation der Androiden war zum Zeitpunkt der Veröffentlichung des Spiels auf dem TRS-80 beeindruckend. Alle Androiden bewegen während des Spiels nach dem Zufallsprinzip die Köpfe, sodass es wirkt, als ob sie dies aus Langeweile tun oder um mit anderen Androiden zu reden.
Das Spiel startet mit drei Reihen von Androiden mit jeweils sieben, fünf und drei Androiden. Ein animierter Android fragt den Spieler, ob er mit dem ersten Spielzug beginnen möchte. Der Spieler wählt eine Reihe: A, B, oder C -- und gibt an, wie viele Androide er entfernen möchte. Ein animierter Android am Anfang der entsprechenden Reihe nickt dann und zielt mit einer Laserwaffe auf die anderen Androiden in der Reihe. Gleichzeitig schauen die übrigen Androiden auf die ausgewählte Reihe. Die vorgegebene Anzahl von Androiden werden nun erschossen und verschwinden auf der Stelle. Danach ist der Computer mit seinem Spielzug an der Reihe. Das Spiel wird so lange gespielt, bis der letzte Androide entfernt wird.